# 裴𢕑度
裴𢕑度（？—1740年），字晋武，清朝官员，山西曲沃人。
年轻时为诸生，能作诗，善书画。纳捐为主事。康熙三十五年（1697年），授刑部主事。擢升为戶部郎中。康熙四十九年，授任云南澂江府知府，调任廣南府知府。因大计入觐康熙帝，康熙帝知道他能做诗，命题应制，皇帝很高兴。康熙五十五年，改任河东鹽運使，不久改两浙盐运使。海宁筑海塘，巡抚徐元度让他监督其事。海潮至，冲击海塘，他据守当地督役力护，很久才稳定下来。他在这次得了湿病，终身未愈。康熙五十九年，担任湖北按察使。康熙六十年，康熙担任贵州布政使。
雍正元年（1723年），擢江西巡撫。九江旧设关榷税，后迁到湖口。湖口当长江、鄱阳湖要冲，水急，商船时常倾覆。他上疏奏言道：“九江旧关，上有龙开河、官牌夹，下有老鹤塘、白水港，地势宽平，泊舟安稳。离湖四十里有大姑塘，为商船所必经，水涨则有女儿港、张家套，皆可泊舟；水落则平湖一线，夹岸泥沙，无风涛礁石之险。请移关九江，在大姑塘设口分抽。”雍正帝令他会同总督查弼納料理。南昌、袁州、瑞州三府赋额，明朝沿陈友谅之旧，比其他府偏重。顺治年间，减袁州、瑞州二府赋额，未及南昌。他上疏奏请将南昌赋额视袁、瑞二府同予核减。于是下部议，减南昌浮额七万五千五百两。福建、广东流民入江西，被称为“棚民”。雍正帝令编保甲，他上疏以一万五千馀户，编甲造册，按年入籍。皇帝听说江西里长催徵使百姓不堪，百姓多尚邪教，让他禁革。他上疏奏称邪教自当捕治，医卜星相往往假其术以惑民，虽非邪教，亦当严惩。总督查弼纳建议开广信封禁山，他上疏表示封禁山旧名铜塘山，相传产铜，然有名无实，从明朝封禁至今。查弼纳之意，或以棚民巢穴在山中，作为破巢捣穴之计。此山荆榛充塞，并非有梗化顽民盘踞在内。雍正帝听从他的建议，封禁如初。
雍正四年，入朝为户部侍郎，擢升为左都御史。皇帝派遣侍郎迈柱勘察江西诸州县仓穀，命裴𢕑度留任。迈柱上奏说仓穀亏空甚多。雍正帝将其与历任布政使张楷、陈安策夺官，命他们以所存折价买穀还仓。雍正十年，事情完毕，释还乡里。乾隆五年（1740年），去世。其子裴宗锡。